# Beta vulgaris

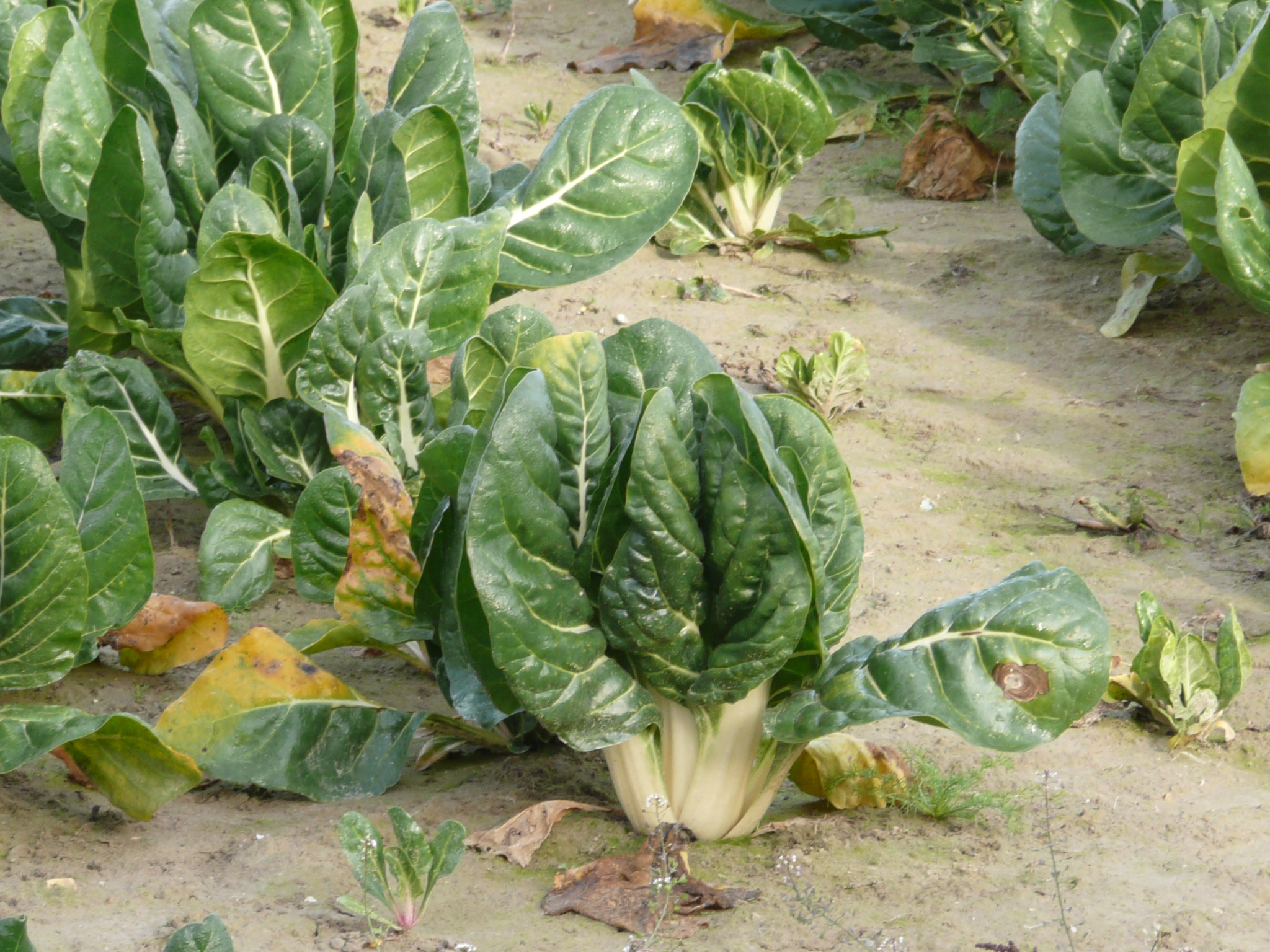
Bledes a un camp

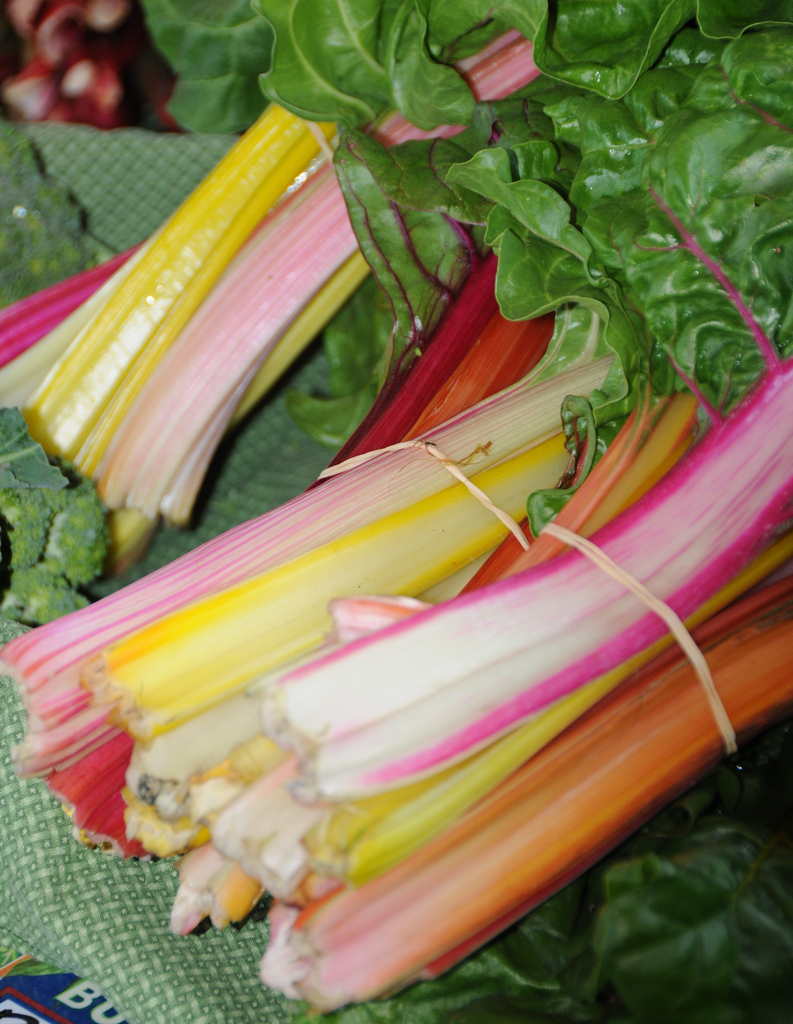
Beldes de diferents colors al mercat

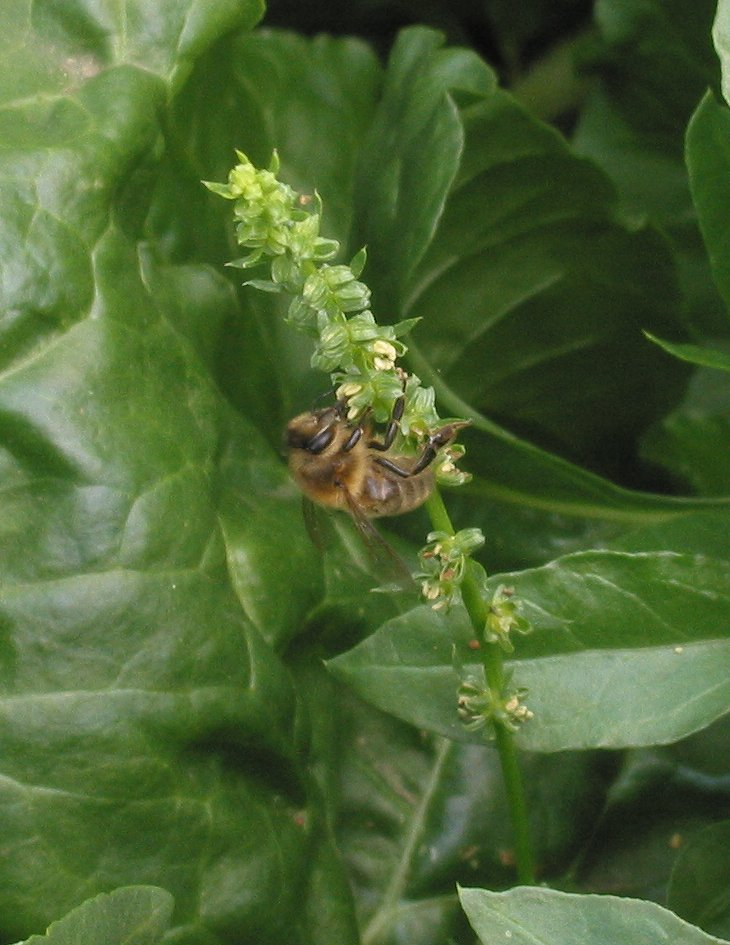
Inflorescència

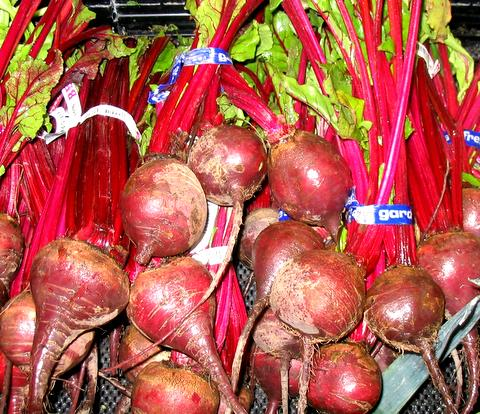
Belda-raves fresques

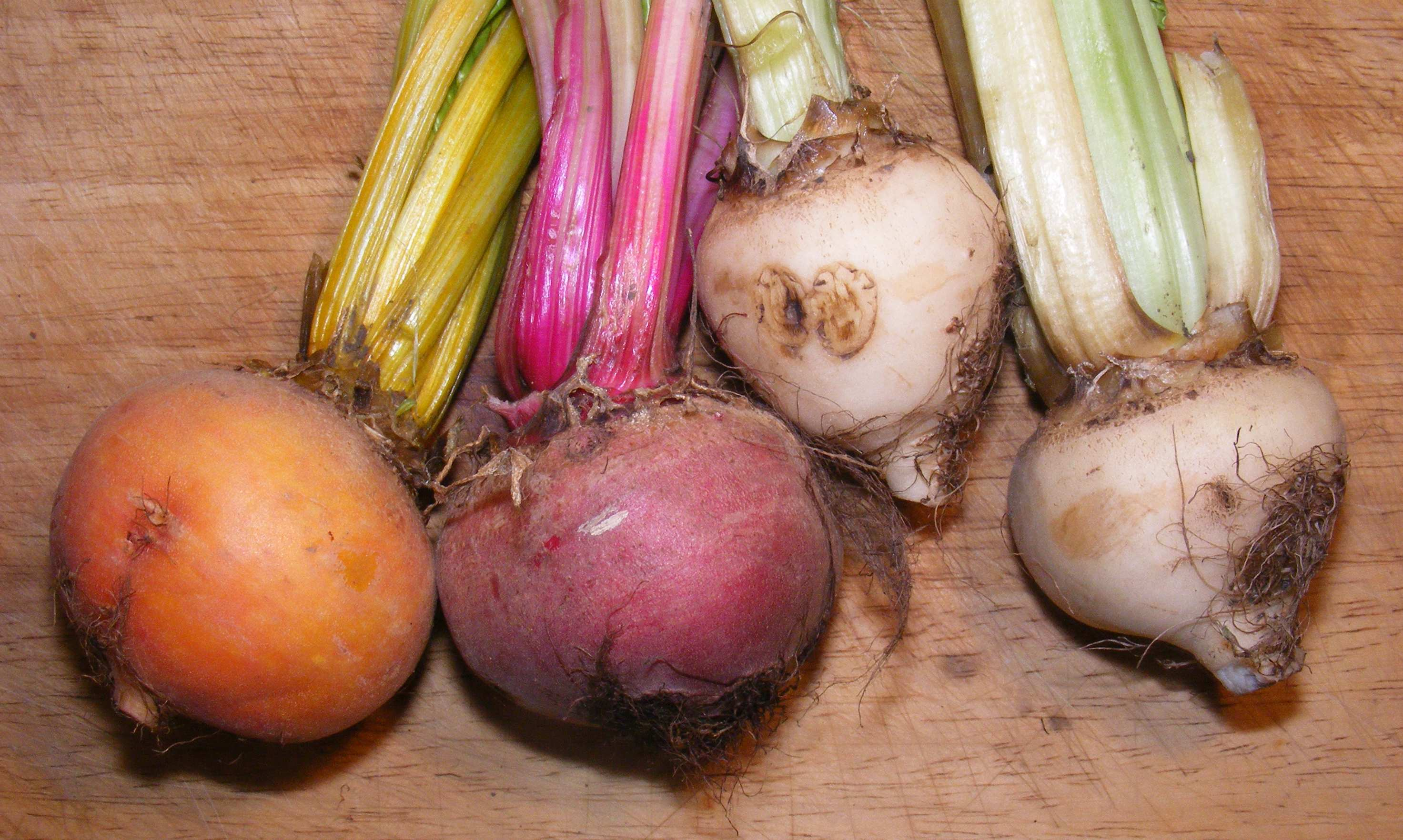
Selecció de bleda-raves amb diferents tons de color.

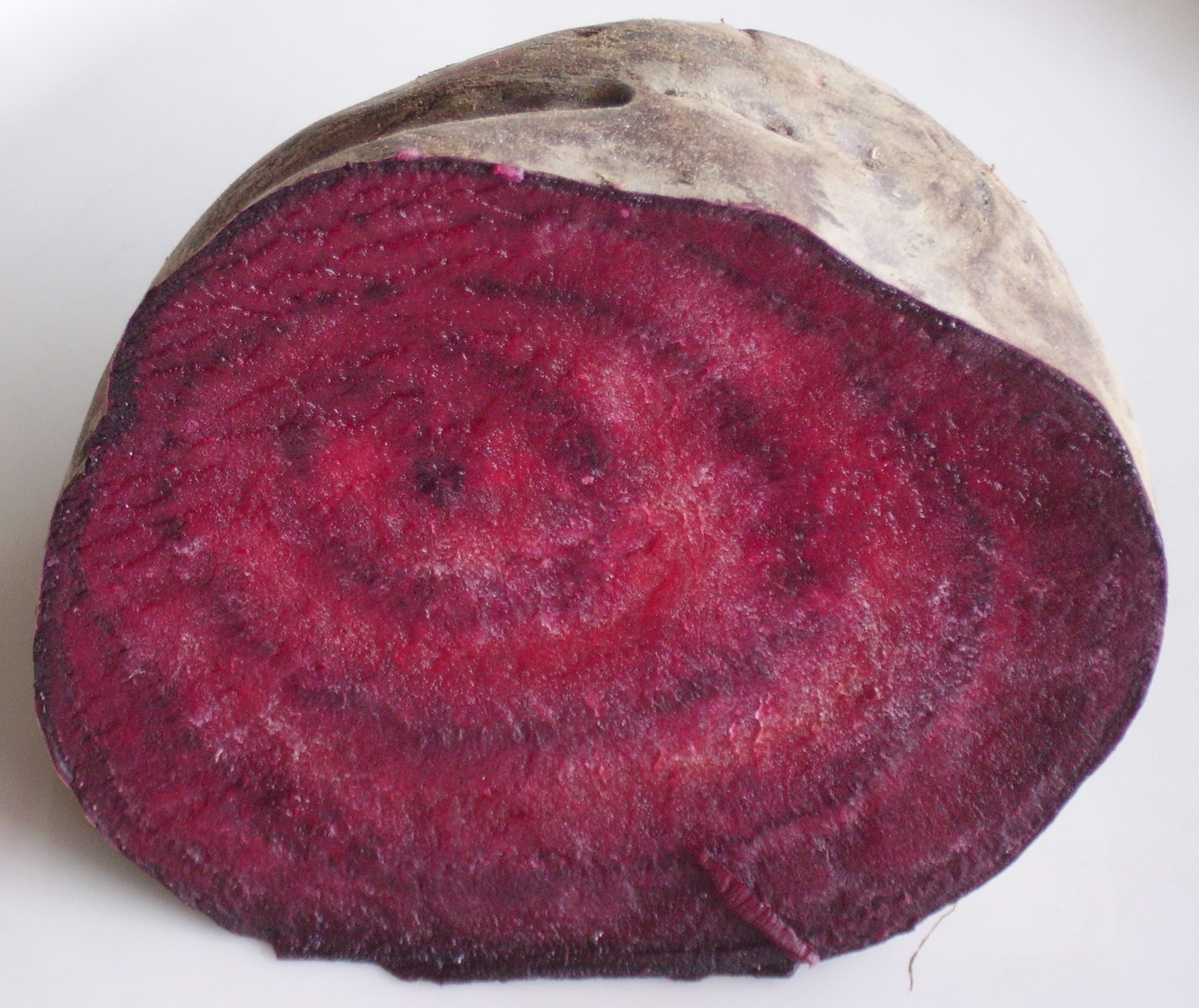
Bleda-rave tallada transversalment per la meitat.

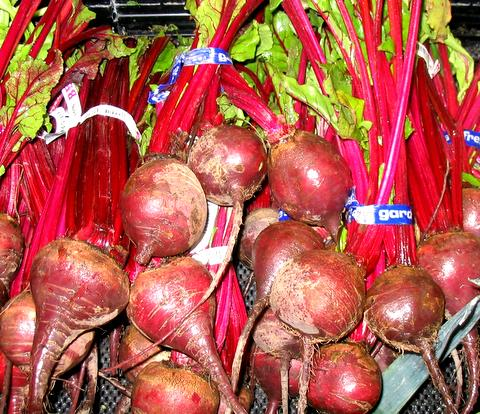
Les típiques bleda-raves de taula en un supermercat.

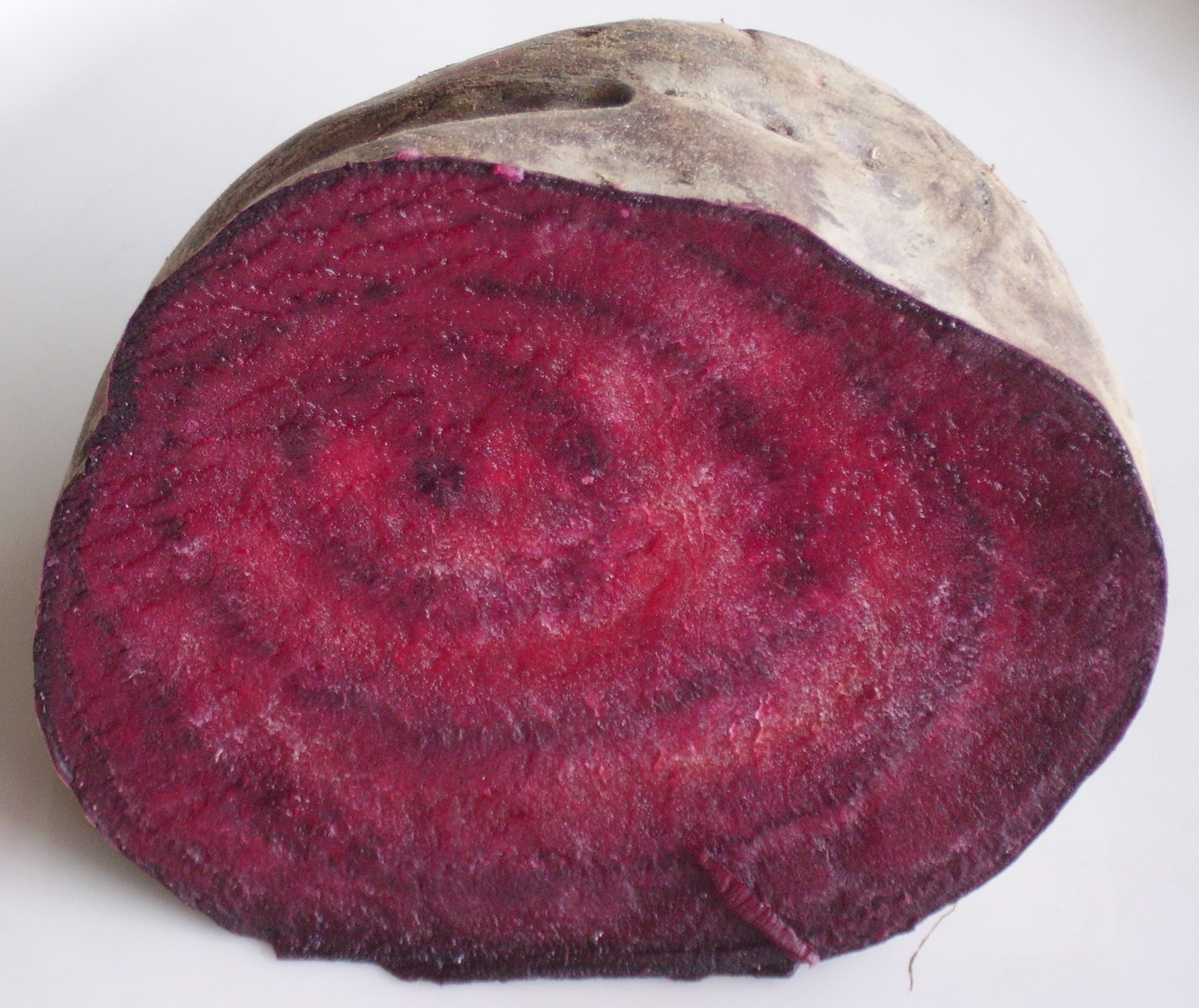
Tall de bleda-rave.

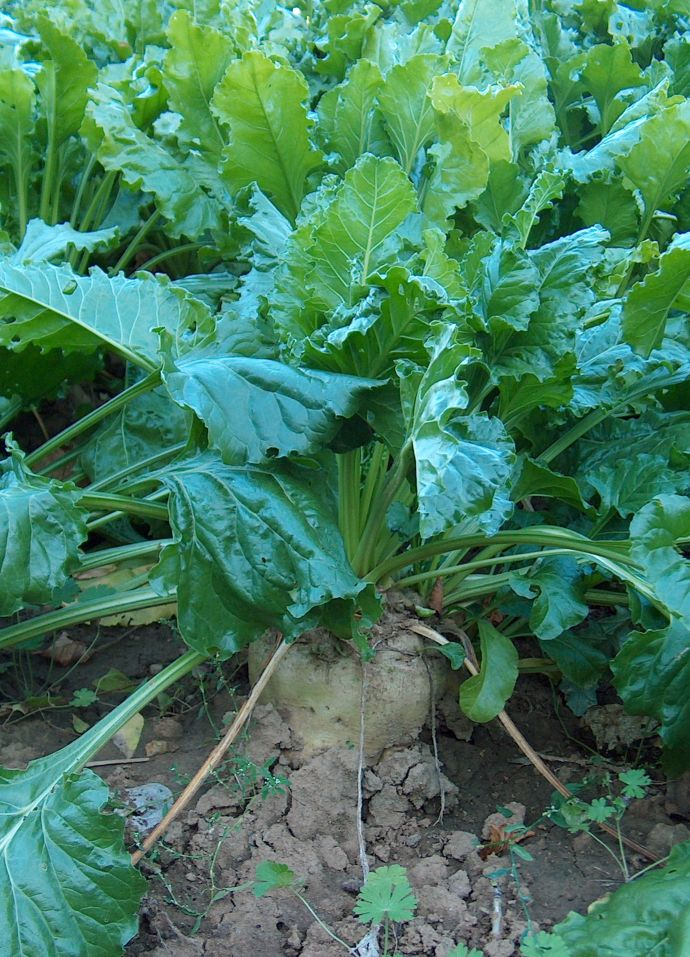
Bleda-rave sucrera.

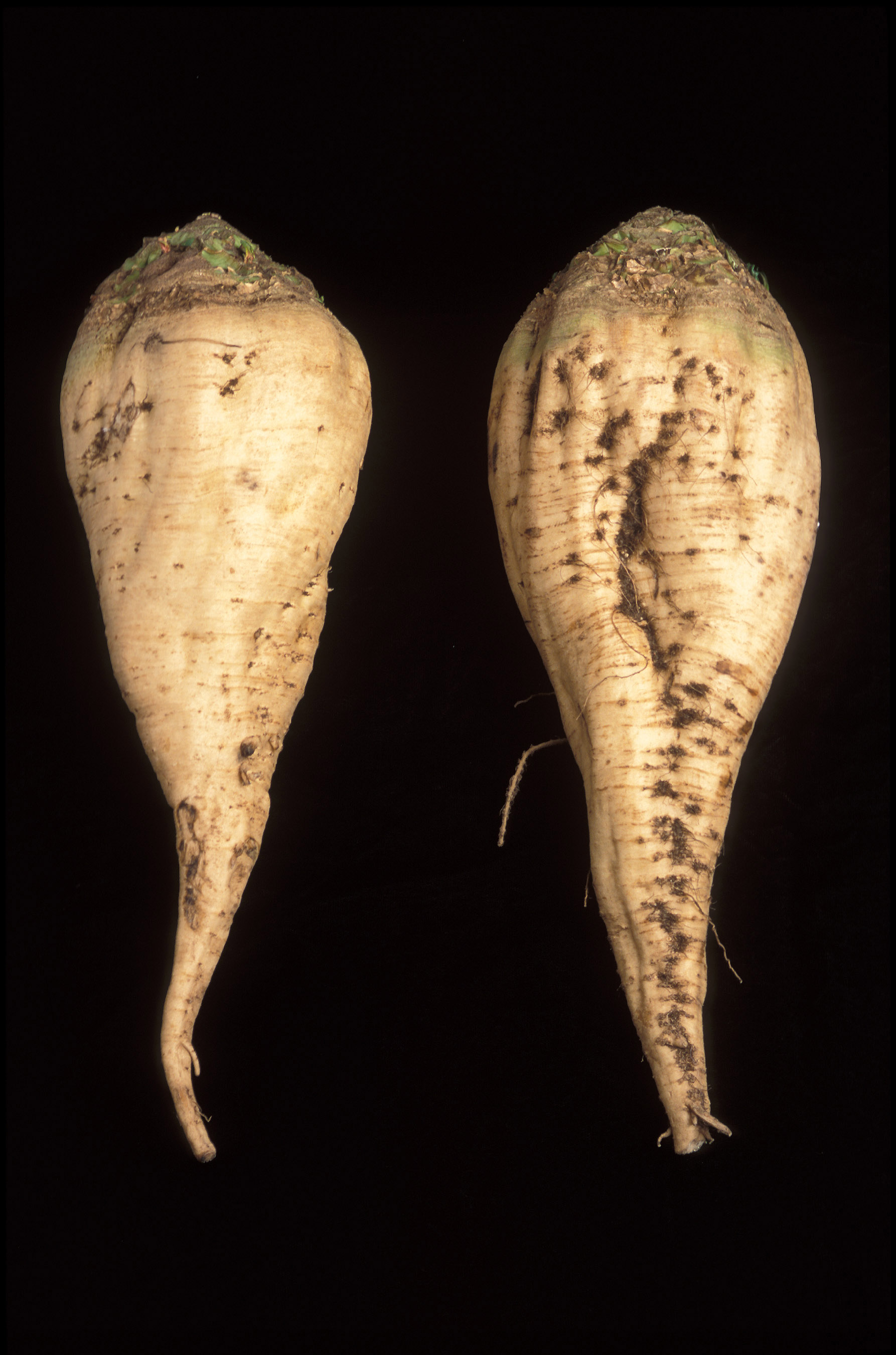
L'arrel de la bleda-rave sucrera.

Beta vulgaris és una espècie de planta amb flors del gènere Beta dins la família de les amarantàcies (Amaranthaceae). D'aquesta espècie es coneixen especialment les diferents varietats cultivars que se n'han obtingut i que s'utilitzen per a l'alimentació humana i del bestiar, es poden destacar la bledera, la bleda-rave, la remolatxa sucrera i la remolatxa farratgera.

## Descripció
Són plantes herbàcies biennals que poden atènyer de fins a 2 metres d'altura quan floreixen. Les seves fulles, en roseta a la base, són simples, glabres, verdes i amb un llarg pecíol. Les flors són petites, verdes, amb dos estigmes i s'agrupen en grans inflorescències molt ramificades. El fruit és un aqueni que conté entre 2 i 6 llavors.

## Taxonomia
Aquesta espècie va ser publicada per primer cop l'any 1753 al primer volum de l'obra Species Plantarum de Carl von Linné (1707-1778).

### Subespècies
Dins d'aquesta espècie es reconeixen les dues subespècies següents :
- Beta vulgaris subsp. adanensis (Pamukç.) Ford-Lloyd & J.T. Williams
- Beta vulgaris subsp. vulgaris

### Sinònims
Sinònims de Beta vulgaris subsp. adanensis
- Sinònims homotípics

- Beta adenensis Pamukç.

- Sinònims heterotípics

- Beta vulgaris subsp. provulgaris Ford-Lloyd & J.T. Williams

Sinònims heterotípics de Beta vulgaris subsp. vulgaris
- Sinònims heterotípics

- Beta alba DC.
- Beta altissima Steud.
- Beta atriplicifolia Rouy
- Beta bengalensis Roxb.
- Beta brasiliensis Scheidw.
- Beta braziliensis J.McNab
- Beta carnulosa Gren.
- Beta cicla (L.) L.
- Beta cicla var. argentea Krassochkin & Burenin
- Beta cicla var. brasiliensis Bosse
- Beta cicla variegata Rob.
- Beta cicla var. viridis Krassochkin Burenin
- Beta crispa Tratt.
- Beta decumbens Moench
- Beta esculenta Salisb.
- Beta foliosa Ehrenb. ex Steud.
- Beta hortensis Mill.
- Beta hybrida Andrz.
- Beta incarnata Steud.
- Beta lutea Steud.
- Beta marina Crantz
- Beta maritima L.
- Beta maritima var. atriplicifolia Krassochkin
- Beta maritima subsp. atriplicifolia (Rouy) Burenin
- Beta maritima subsp. danica Krassochkin
- Beta maritima var. erecta Krassochkin
- Beta maritima var. glabra Delile
- Beta maritima subsp. marcosii (O.Bolòs & Vigo) Juan & M.B.Crespo
- Beta maritima subsp. orientalis (Roth) Burenin
- Beta maritima var. pilosa Delile
- Beta maritima var. prostrata Krassochkin
- Beta noeana Bunge ex Boiss.
- Beta orientalis Roth
- Beta perennis (L.) Halácsy
- Beta purpurea Steud.
- Beta rapa Dumort.
- Beta rapacea Hegetschw.
- Beta rosea Steud.
- Beta sativa Bernh.
- Beta stricta K.Koch
- Beta sulcata Gasp.
- Beta triflora Salisb.
- Beta vulgaris var. alborubens Gray
- Beta vulgaris var. altissima Döll
- Beta vulgaris var. annua Graebn.
- Beta vulgaris var. asiatica Burenin
- Beta vulgaris subsp. asiatica Krassochkin ex Burenin
- Beta vulgaris var. atra Alef.
- Beta vulgaris var. atriplicifolia (Rouy) Krassochkin
- Beta vulgaris var. aurantia Burenin
- Beta vulgaris var. bassana Alef.
- Beta vulgaris f. cicla (L.) Backer
- Beta vulgaris subsp. cicla (L.) Schübl. & G.Martens
- Beta vulgaris convar. cicla (L.) Alef.
- Beta vulgaris var. cicla L.
- Beta vulgaris var. conditiva Alef.
- Beta vulgaris var. coniciformis Burenin
- Beta vulgaris convar. crassa Alef.
- Beta vulgaris var. crispa Alef.
- Beta vulgaris convar. cruenta Alef.
- Beta vulgaris var. debeauxii Clary
- Beta vulgaris var. depressalba Alef.
- Beta vulgaris var. depressiflava Alef.
- Beta vulgaris var. depressirubra Alef.
- Beta vulgaris subsp. esculenta Cout.
- Beta vulgaris var. foliosa (Asch. & Schweinf.) Aellen
- Beta vulgaris subsp. foliosa Asch. & Schweinf.
- Beta vulgaris var. glabra (Delile) Aellen
- Beta vulgaris var. globosalba Alef.
- Beta vulgaris var. globosiflava Alef.
- Beta vulgaris var. globosirubra Alef.
- Beta vulgaris var. grisea Burenin
- Beta vulgaris var. grisea Aellen
- Beta vulgaris var. hortensis (Mill.) Alef.
- Beta vulgaris var. leucopleura Alef.
- Beta vulgaris subsp. lomatogonoides Aellen
- Beta vulgaris var. longalba Alef.
- Beta vulgaris var. longiflava Alef.
- Beta vulgaris var. longirubra Alef.
- Beta vulgaris var. lutea DC.
- Beta vulgaris var. macropleura Alef.
- Beta vulgaris var. marcosii O.Bolòs & Vigo
- Beta vulgaris subsp. maritima (L.) Arcang.
- Beta vulgaris var. maritima (L.) Moq.
- Beta vulgaris var. mediasiatica Burenin
- Beta vulgaris var. morina Alef.
- Beta vulgaris var. naudariana Alef.
- Beta vulgaris subsp. orientalis (Roth) Aellen
- Beta vulgaris var. orientalis (Roth) Moq.
- Beta vulgaris var. ovaliformis Burenin
- Beta vulgaris subsp. perennis (L.) Aellen
- Beta vulgaris var. perennis L.
- Beta vulgaris var. phoenicopleura Alef.
- Beta vulgaris var. pilosa Moq.
- Beta vulgaris var. praecox Alef.
- Beta vulgaris var. purpurea André
- Beta vulgaris var. pusilla Alef.
- Beta vulgaris f. rapa (Dumort.) Backer
- Beta vulgaris var. rapacea W.D.J.Koch
- Beta vulgaris var. raposa Gray
- Beta vulgaris var. rhodopleura Alef.
- Beta vulgaris var. rubidus Burenin
- Beta vulgaris var. rubra L.
- Beta vulgaris var. rubra Burenin
- Beta vulgaris var. rubricaulis Gray
- Beta vulgaris var. rubrifolia Krassochkin ex Burenin
- Beta vulgaris var. ruficeps Alef.
- Beta vulgaris var. saccharifera Alef.
- Beta vulgaris var. scotica Alef.
- Beta vulgaris var. sicula Klett & Richt.
- Beta vulgaris var. subrosea Krassochkin ex Burenin
- Beta vulgaris var. subrosea Krassochkin ex Burenin
- Beta vulgaris var. variocicla Alef.
- Beta vulgaris var. virescens Burenin
- Beta vulgaris var. viridifolia Krassochkin' ex Burenin
- Beta vulgaris var. xantha Alef.
- Beta vulgaris var. xanthopleura Alef.

### Cultivars
Actualment les varietats cultivars es classifiquen en quatre grups:

#### Grup Garden Beet o Beetroot
Agrupa les varietats cultivars per a la producció d'arrels dedicades a l'alimentació humana.

#### Grup Sugar Beet
Agrupa del varietats cultivars per a la producció d'arrels dedicades a la producció de sucre. La primera varietat va ser creada a finals del segle xviii a Alemanya i avui dia és un conreu de gran importància econòmica atès que més del 20% de la producció mundial de sucre procedeix de les varietats d'aquest grup.

#### Grup Fodderbeet o Mangelwurzel
Agrupa les varietats cultivars per a la producció d'arrels dedicades a l'alimentació del bestiar, la remolatxa farratgera. La primera varietat va ser creada a finals del segle xviii a Alemanya, es caracteritzen per la seva mida, poden arribar a pesar 20 kg.

#### Grup Leaf Beet
Agrupa les varietats cultivars per a la producció de fulles dedicades a l'alimentació humana, que es caracteritzen per les seves grans fulles i l'absència d'una arrel grossa i carnosa. S'hi troben les diferents varietats de bledera.

## Ecologia
Planta generalment biennal, com en el cas de la bleda-rave hortícola, es fa en horts i es pot conrear fins i tot en climes freds com els d'Escandinàvia.
La varietat de taula té arrels grosses vermelles i carnoses i es menja cuita o amanida. Té dos pigments no tòxics; betacianina i betaxantina utilitzats sovint com a colorant alimentari, de caràcter indigeribles que tenyeixen els excrements i l'orina.

## Conreu
Necessita molta d'aigua sinó les arrels poden ser amargants i té una color vermella difuminada, però no requereix pas una terra rica, per tant pot fer de segon conreu de rotació. No tolera els fems frescs.
És rica en bor, i cal adobar-la en funció d'aquest element. Per exemple, en conreus amb una producció estimada de 60 tones per hectàrea, en cal 600 gr.
Hom practica dues menes diferents de sembrat, la d'hivernacle i la d'exterior. Es cull sense esperar que la planta sigui vella per a evitar que la carn es torni llenyosa.
El sembrat d'hivernacle, per a conreus primerencs, es pot fer en planter a la fi de l'hivern europeu, amb un espaiament significatiu entre les llavors. La terra ha de ser fina, i no cal que sigui gaire adobada en aquesta fase. Es podrà collir al cap d'uns 4 mesos.
El sembrat directament en terra requereix una certa temperatura, més aviat a la fi de la primavera i es cull uns 2 mesos més tard; per a climes mediterranis, es sembra entre mitjan maig i juny i es cull entre juliol i agost. Amb la terra ben llaurada i lleugera, es fan files separades d'uns 30 cm, en la qual s'enterren les llavors uns 3 cm de pregones, cobrint-les lleugerament, tot respectant una distància entre plantes de 20 cm. Si es planta molt d'hora la planta grana, però arrels petites i fibroses.
Cal tombar (remoure) la terra periòdicament.
En els estius de tipus mediterrani ha de ser regada. Cal adobar-la intensament vista la gran quantitat de matèria que produeix per hectàrea. Creix unes arrels extremadament grosses i es cull per mitjans mecanitzats.

## Plagues
Pateix atacs del míldiu, dels pugons, la mosca de la bleda-rave i puçots com Chaetocnema tibialis que en malmeten el cultivament, però els problemes més greus per a la seva explotació agrícola solen anar relacionats amb la manca de nutrients o el regament en excés que provoca asfíxia de les arrels. Dels nutrients, el bor és dels més importants, detectat per meristemes i pel llanguiment de la planta en si mateixa.

## Gastronomia

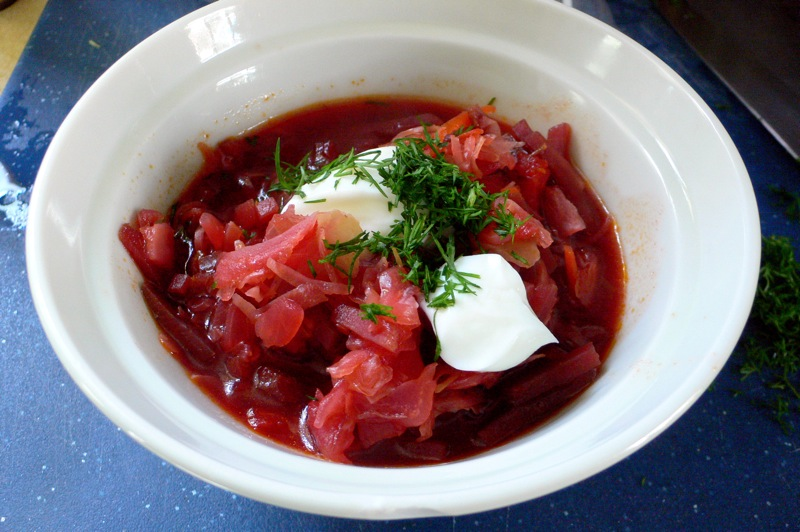
Un plat de borsx ucraïnès, sopa típica d'aquell país, condimentat amb crema agra

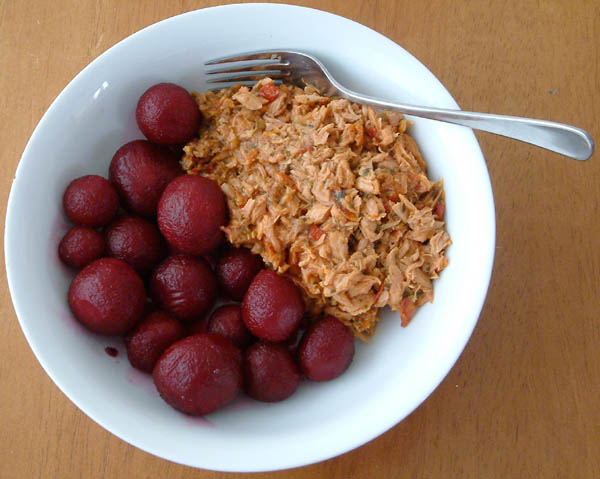
Plat fet amb bleda-rave i tonyina amb tomata dessecada

La bleda-rave hortícola o de taula és molt important en la gastronomia de certs països, com ara Ucraïna, on forma una ingredient clau del plat estel, la sopa anomenada borsx. També a l'Argentina se sol usar en amanides.

## Bleda-rave sucrera: procés d'obtenció del sucre
La part de la bleda-rave sucrera que conté sucre és l'arrel. Aquestes arrels es transporten i es renten per a llevar-ne la terra i el material silícic que l'acompanya. Després es tallen en rodelles gràcies a uns discs que giren a 40-60rpm. Aquestes rodelles es tracten amb aigua calenta en uns difusors, la qual cosa permet la difusió del sucre a fora de la cèl·lula per efecte d'osmosi.
Els difusors són uns cilindres de 5-6 m de diàmetre i 20-40m de longitud que giren lentament. A l'interior del tub una hèlix empeny la bleda-rave endavant mentre va circulant aigua. El pH s'ha de mantenir entre 5.8 i 6.3 perquè s'extregui poca pectina i així afavorir la purificació del suc. S'obté un suc verd i un residu anomenat polpa, format per la fracció ensucrada de la bleda-rave.
El suc surt a una temperatura entre 58-60 °C. La seva composició és la següent: 18% sacarosa, 12% no sucres i 70% aigua. El suc té un tractament de purificació que consta de tres tractaments principals: encalcinada, carbonatació i sulfitatge.